# Chaise Zig Zag
Pour les articles homonymes, voir Zigzag (homonymie).

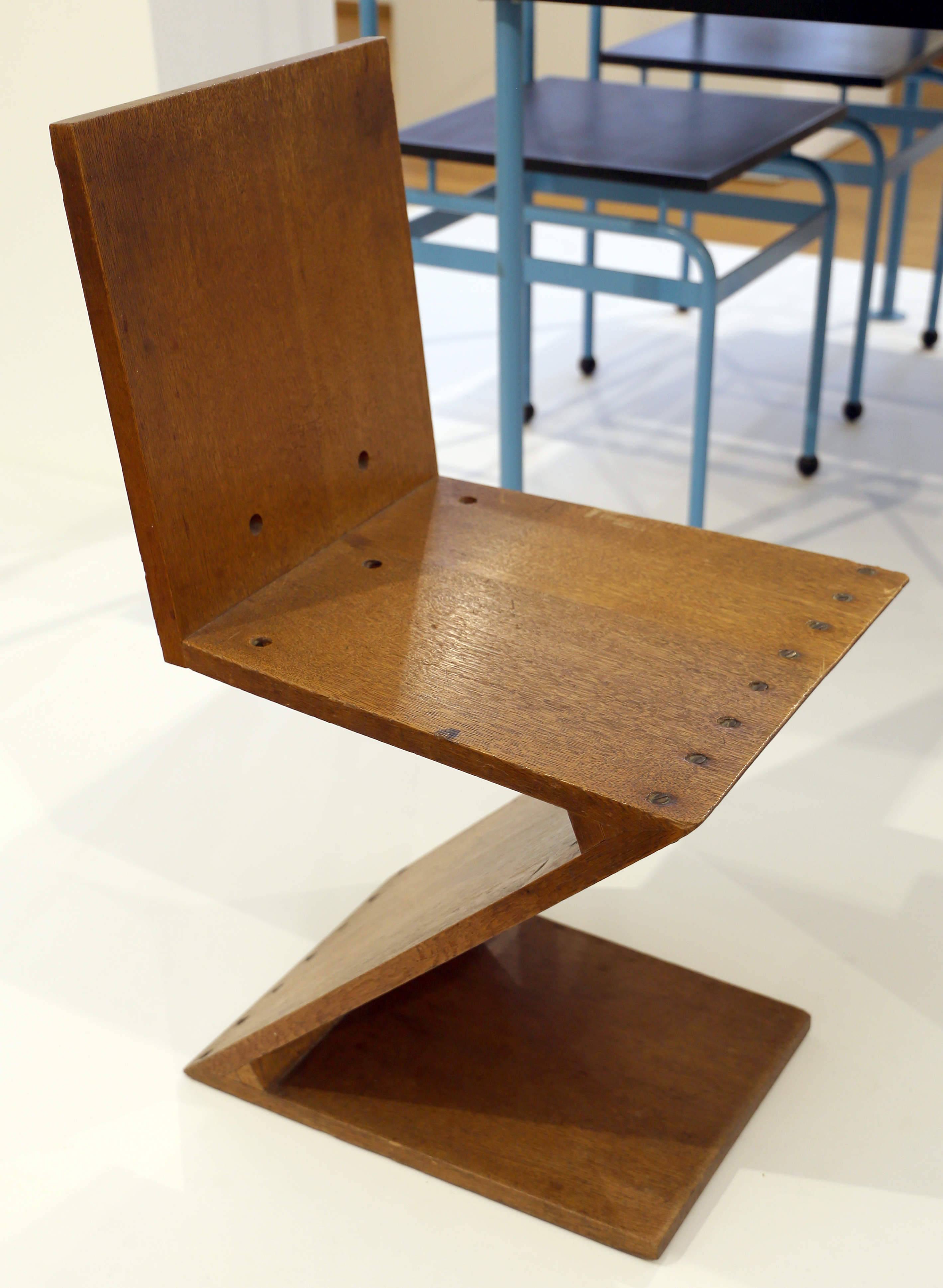
La chaise Zig Zag

La chaise Zig Zag est un meuble conçu par le designer et ébéniste néerlandais Gerrit Thomas Rietveld en 1934. Constituée de 3 planches de bois associées en Z avec une quatrième pour le dossier, cette chaise basée sur le concept minimaliste est typique du mouvement minimaliste et constructiviste « De Stijl ». Ce meuble, caractérisé par une impression d'instabilité, est une révolution esthétique au début des années 1930. Commercialisée en série limitée seulement à partir de 1973, la chaise Zig Zag est devenue une icône du design et se voit régulièrement réinterprétée par des artistes contemporains. 

## Description
En 1934, Gerrit Thomas Rietveld conçoit sa chaise Zig Zag en s'inspirant d'un modèle créé en 1927, la Beugel Chair. Cette chaise est typique de mouvement « De Stijl » (même s'il venait de le quitter en 1928) et du design hollandais en particulier qui préconise l'utilisation de formes géométriques et obliques,. L'absence de pieds sous le dossier donne une impression de fragilité et d’instabilité, laissant penser que la chaise va s'effondrer comme un château de cartes dès qu'une personne s’assiéra dessus. De nombreuses personnes analysent l'esthétique de la chaise Zig Zag comme le résultat direct de l'appel de Theo van Doesburg pour l'introduction de lignes obliques dans le design afin de rectifier la tension inhérente entre les éléments verticaux et horizontaux qui imprègnent les espaces intérieurs. 
La difficulté technique de cette chaise fut le lien entre les différents morceaux de bois. Le dossier tient grâce à un système de queue d'aronde alors que les deux autres tiennent avec des tenons et des coins à l'intérieur des angles.
L'esthétique moderne de la chaise, notamment son design minimaliste et épuré, en fit une révolution dans les années 1930.

## Dimensions
- Longueur : 43 cm
- Largeur : 37 cm
- Hauteur : 74 cm
- Hauteur d'assise : 43 cm

## Commercialisation
Rietveld a créé un fauteuil et une table basse de la même série durant les années 1932 et 1933. Gerrit Thomas Rietveld travailla sur différentes versions de la chaise Zig Zag jusque dans les années 1940.
Jusqu'au milieu des années 1950, Metz & Co à Amsterdam commercialisa les chaises Zig a produites[incompréhensible]

1. élément 1
2. élément 2
3. élément 3

. Même si elle est une précurseure des chaises d'après-guerre, la chaise Zig Zag ne fut commercialisée en série limitée qu'à partir de 1973 par Cassina.

## Postérité
La marque Cassina continue de proposer de nouvelles séries de la chaise Zig Zag. Ces nouveautés sont généralement l'occasion d'annonces dans les milieux spécialisés.
Son design a notamment inspiré Verner Panton et sa célèbre Panton Chair,. Panton a lui-même inspiré Fabio Novembre pour la création de Him & Her en 2008.
Ron Arad s'est égalent inspiré du meuble de Gerrit Thomas Rietveld pour sa chaise Zig-Zag « box in four movements », conçue avec de l'orme et de l'acier inoxydable.